# セスタディカラッチジャパン
株式会社セスタディカラッチジャパンは、静岡県沼津市に本社を置く日本の宝飾品製造・販売会社。原正次が代表取締役社長兼デザイナーを務める。

## 概要
1989年創立で静岡県沼津市に本社があり、東京銀座にオフィスを持つ。構造上の特許を有する「API（アピ）」リングが代表作。
ジュエリーブランドの「CESTA DI KARATI（セスタディカラッチ）」と「pug na emily（パグなエミリー）」とがある。

## 沿革
- 1982年 - 前身である「ジュエルカラッチ」を静岡県沼津市にて開業。
- 1989年 - 「セスタディカラッチジャパン」創立。
- 1997年 - 第8回国際宝飾展（IJT）にて、初のオリジナルジュエリーコレクションを発表。
- 1998年 - アメリカ・ニューヨークにて、「JA New York」へ出展。
- 2000年 - 東京・銀座にて、ショールーム＆サロン『CESTA DI KARATI』をオープン。
- 2003年 - デザイナー原正次がパリ・オートクチュール・コレクションにジャン・ルイ・シェレルのジュエリー部門のデザイナーとして初参加  [1]。この年にパリ・オートクチュール・コレクションへ2回参加した。
- 2004年 - 同様にパリ・オートクチュール・コレクションにジャン・ルイ・シェレルのジュエリー部門のデザイナーとして3回目、4回目の参加。
- 2006年 - フランス・パリにて、海外第１号となる直営店「 KARATI 」をオープン[2]。
- 2009年 - カタール・ドーハにて、宝石時計展示会へ初出展[3]。
- 2010年 - カタール・ドーハにて、宝石時計展示会へ2度目の出展[4]。
- 2012年 - セカンドブランドである pug na emily（パグなエミリー）を東京銀座にてオープン。原正次の娘である原絵美理がデザイナーを務める[5]。

## ブランド

### CESTA DI KARATI
代表作は、人間工学に基づき、指に沿うよう楕円形に設計された<APIリング>である。これは構造上の特許を取得している。

### pug na emily
"家族愛"をコンセプトにしたブランド。人と人との縁がつながり円となるというテーマをもとにした「Dot Jewelry（ドットジュエリー）®」を代表作としている。